# Dospat (rzeka)
Dospat, Dospatska reka, Rata, Sura, Despatis (bułg. Доспат, Доспатска река, Рата, Сура, gr. Δεσπάτης) – rzeka w południowo-zachodniej Bułgarii i północno-wschodniej Grecji.
Źródła rzeki znajdują się na grzbiecie górskim Welijszko-Wideniszki djał, w Rodopach Zachodnich, na wysokości 110 m n.p.m. Pierwsze 6–7 km płynie na południe, później skręcając na południowy wschód, wzdłuż głębokiej, prostej, zalesionej doliny. Mijając miejscowość Pobit kamyk wpływa do Kotliny Dospatskiej, gdzie przepływa przez zbiornik retencyjny Dospat. Wypływając ze zbiornika kieruje się na południe, meandruje, a jej koryto jest szerokości 6–8 m. Przepływając przez Barutin skręca na zachód. Absorbując swój prawy dopływ Osinską rekę przy Crynczy ostro skręca w kierunku południowym. Dalej płynie wąwozem. Następnie 1,6 km wschodnio od miejscowości Tuchowiszta rzeka przekracza granicę bułgarsko-grecką. Wpływa w największy zbiornik retencyjny Grecji Tisavros, na wysokości 366 m n.p.m., przez który przepływa rzeka Mesta.
Jej głównymi dopływami są: Biczkowo dere, Brigadirsko dere, Szirok doł, Szowardere, Dermendere, Usojna, Odżowo dere, Tachtalijsko dere, Srebrew doł, Karaasanowo dere, Kutlenska dere, Bukow doł, Zimni doł, Kyrwawo dere, Kataczorłudere, Bogdanow doł, Syrnena reka, Mładowo dere, Osinska reka, Koczanska reka, Milu Rema, Tsatsani Rema, Kerazlik, Bati Rema, Melisomandras.
Rzeka ma 110 km długości, powierzchnię dorzecza o wielkości 633,5 km², co stanowi 22,89% powierzchni zlewni Mesty. Średni przepływ rzeki wynosi 5,21 m³/s, mierzony w Dospacie, maksymalny przepływ jest w okresie od grudnia do marca, a minimalny w sierpniu. W wodach rzeki występują między innymi: pstrąg potokowy, brzana peloponeska, brzana pospolita, kleń, a przed wybudowaniem sztucznego jeziora zaporowego Tisavros występował węgorz europejski.